# Ictidosuchidae
Ictidosuchidae — вимерла родина тероцефалових терапсид.